# José Martínez de Velasco
José Martínez de Velasco y Escolar (Madrid, 16 de junio de 1875-Madrid, 22 de agosto de 1936) fue un abogado y político español, varias veces ministro durante el periodo de la Segunda República y diputado en Cortes. Abogado de profesión, ejerció como letrado del Consejo de Estado durante la monarquía de Alfonso XIII. Fundador y líder del Partido Agrario, durante la Segunda República fue ministro de Estado y presidente de la gestora del Ayuntamiento de Madrid al ser disuelta la corporación tras la Revolución de octubre de 1934. Murió asesinado al comienzo de la guerra civil española, víctima de la represión en la zona republicana.

## Biografía

### Primeros años
Nació en Madrid el 16 de junio de 1875, en el seno de una familia acomodada.
Abogado de profesión, durante el reinado de Alfonso XIII fue miembro del Partido Liberal. Fue diputado a Cortes, senador del Reino y subsecretario del Ministerio de Gracia y Justicia.

### Partido Agrario
Tras la proclamación de la Segunda República, en 1931, reorganizó el Partido Agrario, por el que fue elegido diputado en las Cortes Constituyentes por Burgos. Reunió diversos grupos bajo el lema "Religión, familia y propiedad". 
En las Cortes Constituyentes se hicieron notar, por su actuación en el seno de la Minoría Agraria, quienes habrían de ser sus principales dirigentes: Antonio Royo Villanova, célebre por su cerrada oposición al Estatuto de autonomía de Cataluña de 1932; José María Cid, tenaz opositor a la ley de Reforma Agraria; y José Martínez de Velasco, presidente de dicha minoría, convertida en baluarte combativo de las diversas derechas no republicanas.
Intervino en el debate sobre la cuestión religiosa en la Constitución de 1931 para oponerse a la declaración del laicismo del Estado y a la disolución de las órdenes religiosas y la nacionalización de sus bienes establecida en el artículo 24 del proyecto de la Comisión de Constitución (artículo 26 en la redacción final) cuyo propósito es, según Martínez de Velasco, "descatolizar a España". Asimismo se opuso a la escuela única y laica, al divorcio por ir en contra del "concepto que siempre se ha tenido de la familia en el solar español", y también a la "igualdad absoluta de derechos para todos los hijos nacidos dentro y fuera del matrimonio, porque imaginaos si sería posible que ninguna mujer, que tuviese el menor sentido de su dignidad, tolerase que, después de aprobada la Constitución, se presentase un buen día su marido, seguido de la prole que engendró su concupiscencia y su infidelidad, sin que a seguido, sin necesidad de mayor razonamiento, adoptara la resolución de separarse de él". Concluyó su intervención diciendo:

La Constitución tiene que ser elaborada, como Poder constituyente, por todos aquellos factores que integran la Nación. Una Constitución que no reúne estas condiciones, no será una Constitución democrática, será una Constitución tiránica

En las elecciones de 1933 volvió a ser elegido diputado y fue nombrado vicepresidente de las Cortes Españolas.
En 1934 fue presidente de la gestora del Ayuntamiento de Madrid durante unos días, tras la destitución de Pedro Rico, como consecuencia de la Revolución de octubre de 1934

### Ministro en la Segunda República
Fue ministro sin cartera en un gobierno de Alejandro Lerroux (4 de octubre de 1934 al 3 de abril de 1935). Ocupó posteriormente el Ministerio de Industria, Comercio y Agricultura con Joaquín Chapaprieta (25 de septiembre a 29 de octubre de 1935) y fue ministro de Estado (Asuntos Exteriores) con Joaquín Chapaprieta (29 de octubre a 14 de diciembre de 1935). En la culminación de su carrera política, el 10 de diciembre de 1935, recibe encargo del presidente de la República para formar gobierno, pero desiste para recibir la cartera de ministro de Estado en el gobierno de Manuel Portela Valladares, formado el 14 de diciembre de 1935 hasta el 30 del mismo mes. Su feudo político, donde celebraba muchas de sus convenciones era Aranda de Duero, de donde era natural su esposa, donde mantuvo su residencia y donde está enterrado.

### Últimos días
Al declararse la guerra civil española fue detenido por milicianos republicanos y llevado preso a la Cárcel Modelo de Madrid. El 22 de agosto de 1936 fue asesinado a manos de milicianos anarquistas en la matanza de la Cárcel Modelo.
Está enterrado en el cementerio de Aranda de Duero, donde había tenido sus más fieles votantes y de donde era su esposa, Josefina Arias de Miranda y Berdugo, hija de Diego Arias de Miranda y Goytia, que fuera ministro de Marina de Alfonso XIII.